# Guo Linlin
Guo Linlin (chinesisch 郭淋淋; * 13. November 1992 in Hengshui) ist eine chinesische Ruderin, die 2014 Weltmeisterschaftsdritte und 2021 Olympiadritte mit dem Achter war.

## Sportliche Karriere
Guo Linlin trat 2014 erstmals bei Weltmeisterschaften in der Erwachsenenklasse an und erhielt 2014 in Amsterdam die Bronzemedaille im Achter hinter den Booten aus den Vereinigten Staaten und aus Kanada. Ein Jahr später ruderte der chinesische Achter bei den Weltmeisterschaften in Savoyen auf den achten Platz. Auch bei der letzten Qualifikationsregatta für die Olympischen Spiele 2016 in Rio de Janeiro konnte sich der chinesische Achter nicht durchsetzen.
2017 trat Guo Linlin bei den Weltmeisterschaften in Sarasota im Vierer ohne Steuerfrau an und belegte den sechsten Platz zusammen mit Yue Wenxue, Zhang Min und Ju Rui. 2018 bildeten Guo Linlin, Zhang Min, Yi Liqin und Wang Fei den chinesischen Vierer. Dieser siegte im August 2018 bei den Asienspielen in Jakarta. Im September bei den Weltmeisterschaften in Plowdiw erreichte die Crew den sechsten Platz. Im Jahr darauf belegten Guo Linlin mit dem chinesischen Achter den siebten Platz bei den Weltmeisterschaften 2019 in Linz/Ottensheim, nur die ersten fünf Achter waren mit dem Ergebnis der Weltmeisterschaften automatisch für die Olympischen Spiele 2020 qualifiziert. Im Mai 2021 fand die letzte Qualifikationsregatta für die Olympischen Spiele in Tokio statt und der chinesische Achter gewann sein Rennen. In Tokio belegten Wang Zifeng, Wang Yuwei, Xu Fei, Miao Tian, Zhang Min, Ju Rui, Li Jingjing, Guo Linlin und Steuermann Zhang Dechang sowohl im Vorlauf als auch im Hoffnungslauf den dritten Platz. Diesen Platz erreichten sie auch im Finale und gewannen damit die Bronzemedaille hinter den Kanadierinnen und den Neuseeländerinnen. Im Ziel hatten die Chinesinnen eine Sekunde Rückstand auf die Zweitplatzierten und ebenfalls eine Sekunde Vorsprung auf das viertplatzierte Boot aus den Vereinigten Staaten.